# Bokbarkglansbagge
Bokbarkglansbagge (Rhizophagus brancsiki) är en skalbaggsart som beskrevs av Edmund Reitter 1905. Bokbarkglansbagge ingår i släktet Rhizophagus, och familjen gråbaggar. Enligt den svenska rödlistan är arten sårbar i Sverige. Arten förekommer i Götaland. Artens livsmiljö är skogslandskap.